# Provincia Cordillera
La provincia de Cordillera es una provincia boliviana al sur del departamento de Santa Cruz, abarcando una superficie de 86 245 km² en la región del Chaco boliviano, convirtiéndola en la provincia con mayor extensión del país. Cuenta con una población de 120 236 habitantes (INE 2012), del cual el 60% reside en la ciudad de Camiri. La capital provincial es la localidad de Lagunillas.

## Historia
La Cordillera de los Chiriguanos, o simplemente Cordillera era el denominativo con el que en la época de la colonia se empezó a conocer a lo que hoy es la Provincia Cordillera y grandes territorios aledaños. Este nombre se debió a que los chiriguano – guaranís ocupaban gran parte de la órbita cordillerana andina.
La Cédula Real del 17 de diciembre de 1743 acreditó que el territorio de la Provincia Cordillera llegaba por el sur hasta las riberas del río Pilcomayo, y por el este hasta el río Paraguay.
Mediante decreto del 23 de enero de 1826 emitido durante la presidencia del Mariscal Antonio José de Sucre, fue creada la Provincia Cordillera junto con las otras provincias del país y los cinco departamentos de Bolivia.
El D.S. de 24 de septiembre de 1857 señaló que Cordillera queda sujeta a la jefatura política de Santa Cruz, con total independencia de la de Vallegrande.
Solamente tres meses más tarde, el D.S. de 25 de diciembre de 1857 dio lugar a la creación de la Jefatura Política de Cordillera, el cual no se aplicó.
Por Ley de 1863, se crearon las Prefecturas y Subprefecturas en los departamentos y provincias del país, respectivamente, para reemplazar a las Jefaturas Políticas creadas por decreto del 25 de diciembre de 1857. Los subprefectos estarían a cargo de la recaudación de la contribución indigenal.
En 1877 la Junta Directiva de la provincia Cordillera dirigió al Supremo Gobierno una extensa nota, acompañada de documentos, sobre el derecho de esa provincia a los territorios de Cuevo e Ibo, pretendidos por el departamento de Chuquisaca.

### Actualidad
En un cabildo llevado a cabo el 2 de abril de 2008 en la ciudad de Camiri, al sur de la provincia, el Comité Cívico de esa ciudad declaró a la provincia Cordillera como provincia autónoma en rechazo al centralismo departamental, si bien esto en la práctica no se terminó llevando a cabo.

## Geografía

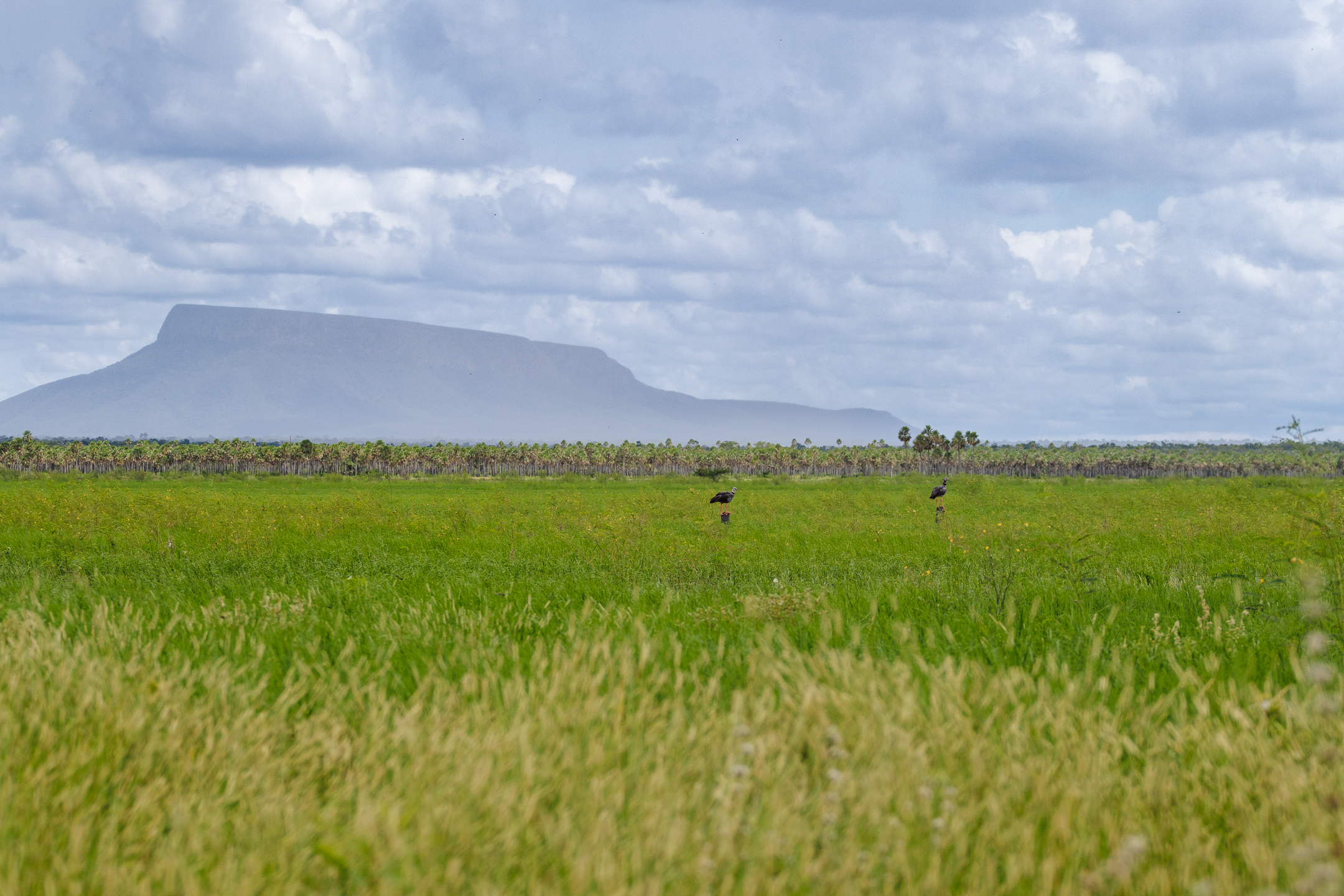
Vista del Cerro San Miguel, cerca al sitio Ramsar denominado Palmar de las Islas y Salinas de San José.

La provincia Cordillera forma parte de la zona del Chaco boliviano que ocupa la parte sur del departamento, ubicada geográficamente en el Gran Chaco. Con características de clima seco, caluroso de día y frío de noche. La provincia abarca una superficie de 86.245 km², siendo la provincia más grande a nivel nacional con 7,85% y departamental con el 23,27%.
Limita al norte con las provincias de Chiquitos y Andrés Ibáñez, al sur con la República del Paraguay y el departamento de Chuquisaca, al este con la provincia Germán Busch, al oeste con el departamento de Chuquisaca, la provincia Florida y la provincia Vallegrande.

### Relieve
La provincia pertenece a una región geográfica claramente definida y conocida como Gran Chaco, que se extiende hacia los departamentos de Chuquisaca y Tarija y a las repúblicas de Argentina y Paraguay.
Una tercera parte del territorio se halla sobre ramificaciones de la cordillera Oriental. Esta región está constituida por cadenas paralelas orientadas de norte a sur que van disminuyendo paulatinamente de elevación hasta concluir en series de colina bajas. Las dos terceras partes restantes son de llanura poco húmeda y cubierta de vegetación.
Su altitud promedio es de 1.240 m s. n. m.

## Demografía
De acuerdo con el censo boliviano de 2024, la población de la provincia de Cordillera es de 134 713 habitantes.
La población de la provincia ha aumentado alrededor de dos tercios en las últimas tres décadas:
| Año  | Habitantes | Fuente |
| ---- | ---------- | ------ |
| 1992 | 88 628     | Censo  |
| 2001 | 101 733    | Censo  |
| 2012 | 120 111    | Censo  |
| 2024 | 134 713    | Censo  |

La provincia de Cordillera es parte del área de asentamiento de los chiriguano, un pueblo indígena estrechamente relacionado con los guaraníes.

## Símbolos
En 1991, el Comité Cívico de la Provincia Cordillera convocó a un concurso para determinar el escudo de esta provincia. De entre los 15 proyectos concursantes, fue dado por ganador el presentado por el ingeniero Fernando Jiménez Cuéllar, quien se presentó con el seudónimo de “El Guardián”, a quien posteriormente se le concedió un premio por tal hecho.
Significado: Inmerso en el territorio del Departamento de Santa Cruz que está representado por los colores verde-blanco-verde de la bandera departamental, se encuentra el Yasi Tata en color negro símbolo del pueblo Guaraní que habitó, habita y habitará estas tierras; el cual, a su vez acoge la impronta dejada por la explotación petrolera y pecuaria simbolizada por una cabeza de vaca cuyo cuerpo está amalgamado con la estructura metálica de una torre de perforación petrolera; el Progreso, representado por una rueda metálica dentada, tiene en su cuerpo ramas vegetales con hojas verdes que muestra a la agropecuaria como real alternativa para el desarrollo de esta región. Todo está iluminado por doce rayos solares que representan los doce meses de asoleado trabajo anual bajo el ardiente y memorable sol característico de la Provincia Cordillera pintado como un círculo amarillo.

## Cultura

### Comidas Típicas
Entre los platos tradicionales que se encuentran en esta provincia están:
El Güiti, que es hecho de harina de maíz blanco, cocido al vapor en lozas de barros especiales, le agrega queso y es a simple vista una rica torta, pero al probarlos es un exquisito pan típico guaraní.
El Piri es un potaje tipo puré, cocido en ollas de barro, elaborado de harina de maíz blanco tostado, se le agrega queso y es un típico manjar del lugar, es acompañado con mate.
El Zonzo, se prepara con harina de maíz blanco, agua, sal es amasado en marraquetones de unos 20cm y es cocido al recoldo bajo las cenizas del fuego por un tiempo de 4 a 5 horas, luego de sacarlos se les limpia las cenizas y se los sirve para el desayuno.
La Capirotada, para elaborarla se necesita harina de maíz blanco sin tostar, agua hervida. Se lo va batiendo, mientras se le agrega harina hasta que este tenga una buena consistencia, es un potaje similar al Piri, pero está elaborado con mucho queso.
La Tortilla es un panecillo hecho de maíz, la maza es bien aplastada y cocida en tiestos especiales, al calor del fuego se vuelca de rato en rato, hasta que este bien cocida. Es generalmente servida con café.
El Pito, como la alimentación del guaraní es a base de maíz, el pito es un alimento para deleitar por su consistencia reforzada con muchas vitaminas, es una harina hecha de maíz tostado, molido en tacú donde se le agrega azúcar o miel (es una golosina para los niños del lugar).
Pan de arroz, se prepara una masa de yuca hervida libre de fibras, a las cual se añada harina de arroz y leche para darle consistencia, finalmente se le añade el queso desmenuzado, manteca, sal y azúcar a gusto. Después se deja reposar por una hora y se le da forma adecuada y se los lleva al horno.
Rosca de Maíz, esta variedad de panecillo salado contiene harina de maíz amarillo, queso, mantequilla y sal. Con estos ingredientes se hace una masa luego se forma de una rosca y se la lleva al horno.
Otros platos típicos del lugar son: el chivo a la cruz, el chancho al palo, el arroz batido y la yuca frita.
Entre las bebidas tradicionales está la chicha y el vino.

## División administrativa
La provincia está dividida en 7 municipios, los cuales son: 
1. Lagunillas
2. Charagua
3. Cabezas
4. Cuevo
5. Gutiérrez
6. Camiri
7. Boyuibe

## Economía
En la provincia de Cordillera se producen minerales como el hierro y el oro, sin embargo la principal explotación es de petróleo, siendo su principal centro la ciudad de Camiri, al oeste de la provincia.
La actividad agropecuaria es también notorio en Cordillera, donde se cría en forma extensiva el ganado bovino y animales menores como el ganado porcino, generando buenos ingresos económicos. También se cultiva a nivel comercial el algodón, girasol, maíz, frejol, zapallo, yuca, maní y hortalizas para el consumo y la comercialización en el mercado interno.

## Proyecto de Departamentización
En los últimos años (fines del siglo XX y principios del siglo 21), varias organizaciones y municipios aborígenes de la provincia Cordillera, han planteado la creación de un nuevo décimo departamento boliviano denominado Chaco o Gran Chaco, conformado por las provincias de Cordillera (hoy incluida en el departamento Santa Cruz), Luis Calvo y Hernando Siles (hoy incluidas en el departamento Chuquisaca), O'connor y Gran Chaco (hoy incluidas en el departamento Tarija).